# کیسی پری-گلاس
کِیسی پری-گلاس (انگلیسی: Kasey Perry-Glass؛ زادهٔ ۱۲ اکتبر ۱۹۸۷) سوارکار زن اهل ایالات متحده آمریکا است.
وی در مسابقات کشوری و بین‌المللی در مجموع برندهٔ ۱ مدال نقره، ۱ مدال برنز شده‌است.